# Бычок-ворон
Бычок-ворон, или волосатая рогатка, или тихоокеанская волосатка, или обыкновенная волосатка, или волосатый бычок (лат. Hemitripterus villosus), — вид лучепёрых рыб семейства волосатковых.
Максимальная длина тела 35 см. Жёстких лучей в спинном плавнике 17—19, мягких 11—13. В анальном плавнике нет жёстких лучей, мягких 12—15. Тело покрыто множеством мелких бугорков. Голова крупная, с многочисленными костными горбами и гребнями. Колючий спинной плавник глубоко выемчатый, его основание длиннее, чем у мягкого спинного плавника. Челюсти и нёбные кости с широкими полосами конических зубов
Распространена в северо-западной части Тихого океана: Карагинский и Командорские острова, от Берингова моря до Охотского и Японского морей. Сообщается об экземпляре из западной части залива Аляска. Морские придонные рыбы, встречаются на глубине от 0 до 550 м. Безвредны для человека, охранный статус вида не оценивался. Коммерческого интереса не представляют.